# Ballonmodellieren

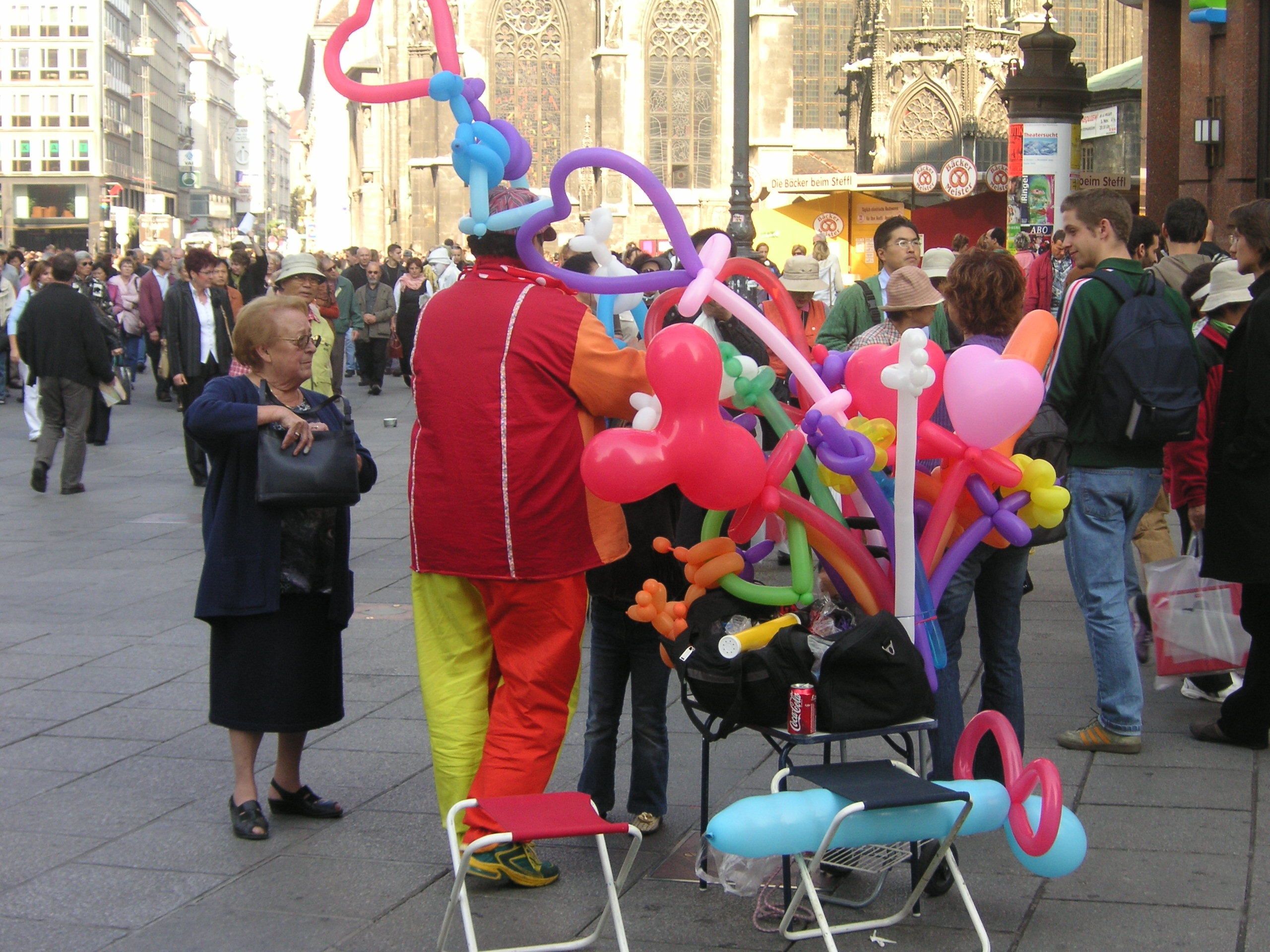
Ballonkünstler und Ballonfiguren in einer Fußgängerzone

Ballonmodellieren (balloon twisting, Ballonage, Ballonkunst) ist das Formen von speziellen langen und dünnen Luftballons zu Figuren aller Art. Die Modellierer nennen sich Twister oder Ballonkünstler.
Durch Verdrehen der aufgeblasenen Modellierballons entstehen Luftkammern und somit einzelne Segmente der geplanten Figur. Sie bilden zum Beispiel Kopf, Bauch und Beine eines Hundes. Je nach Vorstellungskraft und Geschick des Künstlers können unterschiedliche Skulpturen geformt werden – entgegen der gängigen Bezeichnung „Ballontier“ auch Pflanzen, Fahrzeuge und andere Figuren.

## Modelliertechnik
Die Modelliertechniken reichen von Gestaltungsformen mit nur einem Ballon bis zum Modellieren mit mehreren Ballons. Es haben sich komplexe Techniken entwickelt sowie ein spezielles Vokabular zur Beschreibung der angewandten Technik und des erreichten Ergebnisses.
Einige Twister blasen ihre Luftballons selber auf, was während vieler Jahre Standard und Teil der Vorstellung war. Heute werden häufiger Luftpumpen benutzt. Die Ballons werden üblicherweise nicht mit Helium gefüllt, da die Figuren in der Regel nicht zu schweben brauchen und das Material zu porös für Helium ist. Auch sind häufig die Kreationen im Vergleich zum Füllvolumen zu groß, als dass Helium sie tragen würde.

## Ballons

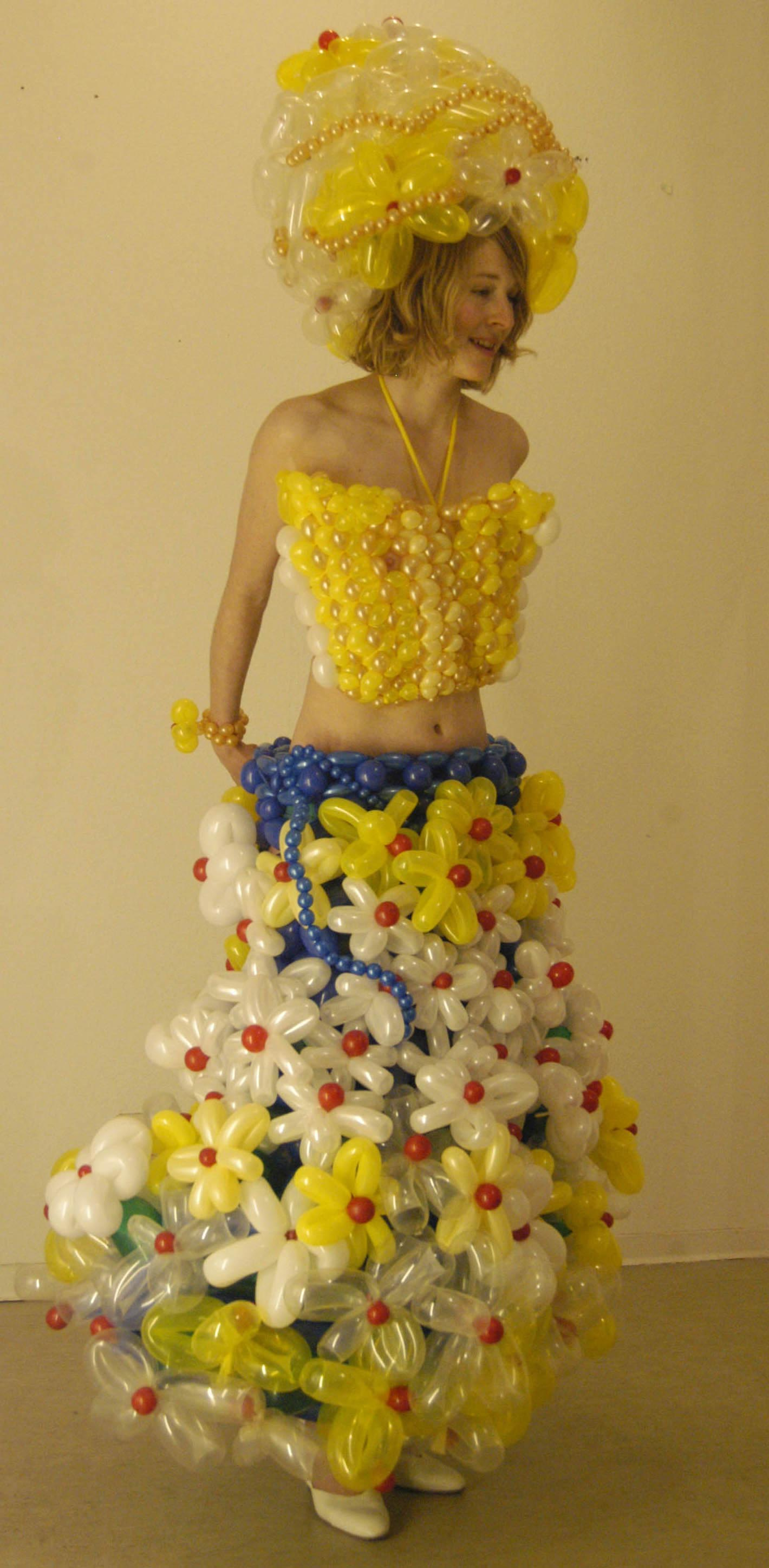
Sean Rooney Balloon Art

Die üblicherweise zum Ballonmodellieren benötigten Luftballons werden in Zoll bezeichnet, z. B. „260“, also 2 Zoll im Durchmesser und 60 Zoll in der Länge (ca. 5 cm × 150 cm). Daneben gibt es weitere Größen und Formen. Eine Menge Ballonhersteller sind mit ihren Produkten auf dem Markt, so dass man heute eine große Auswahl unterschiedlichster Größen, Farben und Formen hat.

## Geschichte des Ballonmodellierens
Das Ballonmodellieren begann wahrscheinlich um 1920 in den USA als Teil von Trickkunst-Showprogrammen. Als erster schriftlich erwähnt ist ein gewisser Mister H. J. Bonnert aus Scranton, Pennsylvania, USA, der auf einer Zauberkünstler-Versammlung in Pittsburgh 1938 mit Ballons modellierte.
Das Modellieren von Figuren aus nur einem Ballon geht wahrscheinlich auf den Engländer Wally Boag, mit Künstlernamen Windy Blow aus dem Jahre 1945 zurück. Im Februar 1953 veröffentlichte er in Max Andrew’s Magic Magazin eine detaillierte Beschreibung einer Ein-Ballon-Tierfigur.
Nach 1945 wurden zuerst in Japan lange dünne Ballons hergestellt und in Massen zu sehr niedrigem Preis in die USA importiert. Einfache Anweisungen auf den Packungen zeigten, wie man daraus Hunde, Giraffen, Hüte, Flugzeuge etc. entstehen lassen konnte. Die Qualität des Gummis war jedoch so gering, dass nur wenige den Anweisungen folgen konnten, ohne die Ballons dabei zu zerstören. Aufgrund von Material und Form waren die Ballons darüber hinaus sehr schwer aufzublasen. Dennoch wurden sie in den USA schnell ein kommerzieller Erfolg. US-amerikanische Firmen nahmen die Idee auf und begannen, ihre regulären Zeppelin-Ballons als Modellierballons zu vermarkten. So gab es zum Beispiel Packungen zur Herstellung eines Ballon-Hundes mit jeweils drei kurzen und einem langen Ballon.
In den späten 1950er Jahren begannen einige Hersteller in den USA mit der Produktion der Modellierballons, die noch heute gebräuchlich sind. Die Materialqualität wurde hierzu erheblich verbessert, die Farben nun leuchtender, und darüber hinaus konnten die Ballons leichter aufgeblasen werden. Sie waren auch um einiges billiger als die bis dahin gebräuchlichen Zeppelin-Ballons, und ihre neue Länge eröffnete neuen Gestaltungsspielraum.

## Luftballonkünstler
Als Luftballonkünstler wird ein Künstler bezeichnet, der durch Ballonmodellieren – als Teil einer unterhaltenden Vorführung – Figuren schafft. Vorwiegend werden Luftballonkünstler zur Unterhaltung für Kinder eingesetzt. Oftmals findet man einen Ballonkünstler auch als Unterhaltungsprogramm bei Geschäftsveranstaltungen wie Eröffnung, Tag der offenen Tür, Gewerbeschau oder Messen.

## Bildergalerie

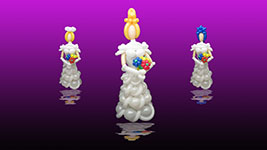
Luftballon-Braut
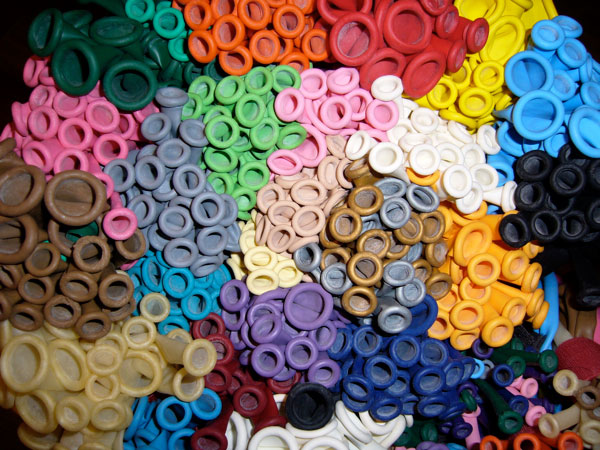
Verschiedenfarbige Modellierballons
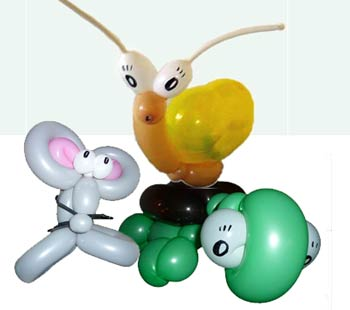
In Tierform modellierte Luftballons
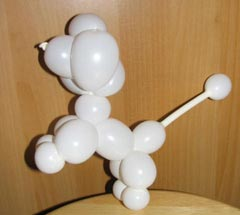
Pudel
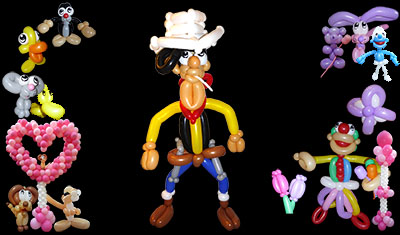
Lucky L.
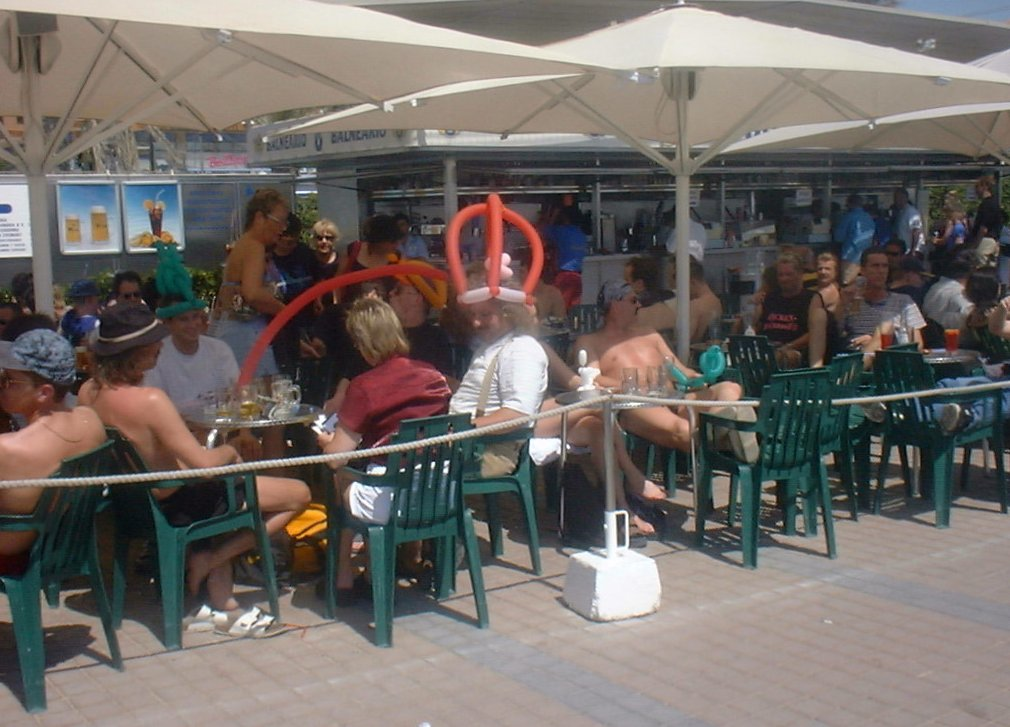
Touristen am Ballermann 6 mit ballonmodellierten Kopfbedeckungen (2001)
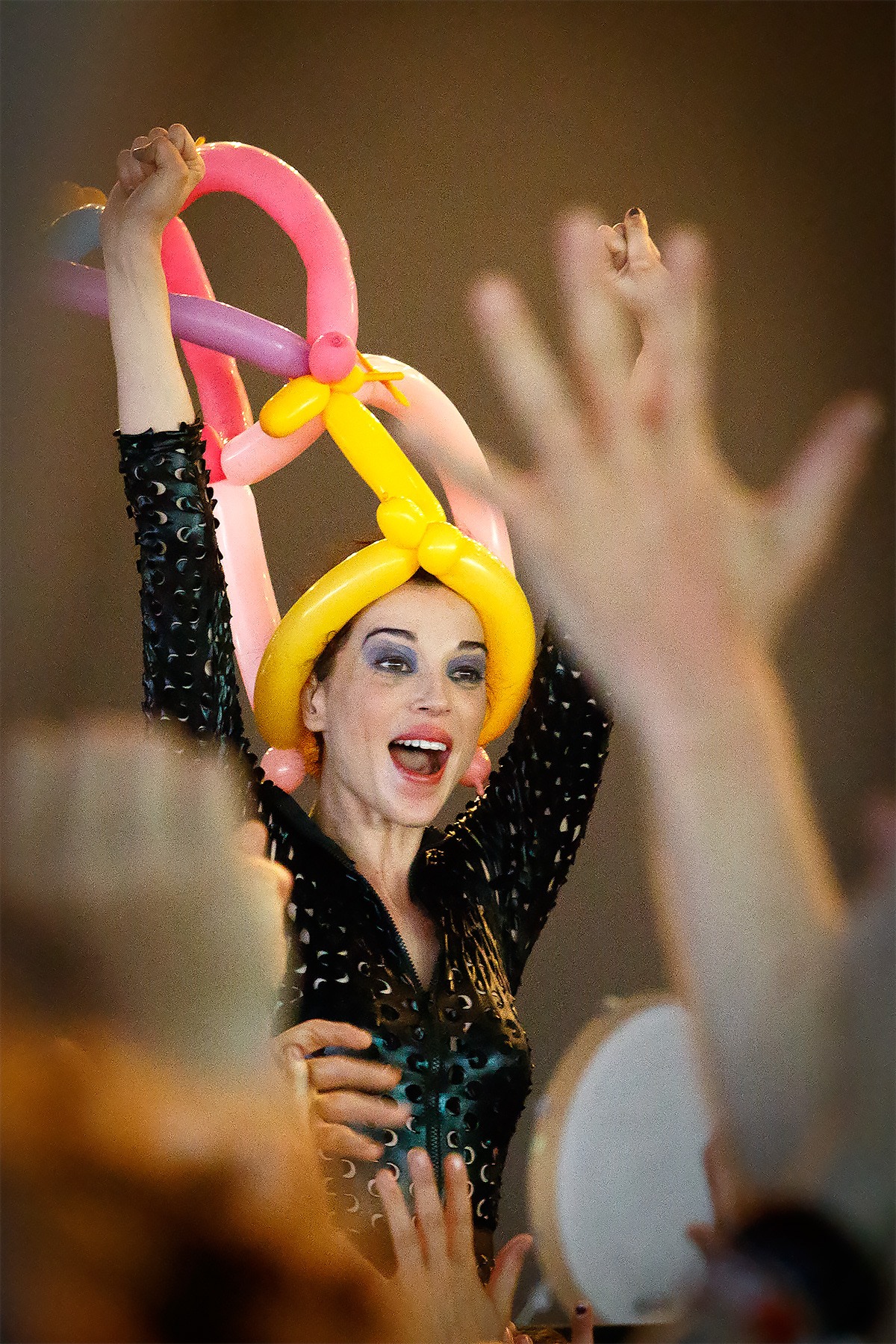
St. Vincent (Sängerin) 2015